# Athée (Côte-d'Or)
Athée é uma comuna francesa na região administrativa da Borgonha-Franco-Condado, no departamento de Côte-d'Or. Estende-se por uma área de 9,41 km². Em 2010 a comuna tinha 791 habitantes (densidade: 84,1 hab./km²).